# Francisco García Rus
Pour les articles homonymes, voir Francisco García et García.
Francisco "Fran" García Rus (né le 25 avril 1992 à Caravaca de la Cruz) est un coureur cycliste espagnol.

## Biographie
Francisco García Rus est originaire de Caravaca de la Cruz, une commune située dans la Région de Murcie. Il commence sa carrière sportive par le duathlon, avant de passer au VTT puis au cyclisme sur route durant son enfance. Il a également participé à des compétitions sur piste jusque dans les rangs juniors. 
Chez les amateurs, il court dans les équipes réserves de KTM-Murcia en 2011 et Andalucía en 2012. Il évolue ensuite au GSport-Valencia Terra i Mar en 2013. 
Lors de la saison 2014, il s'illustre en étant l'un des meilleurs cyclistes amateurs en Espagne. Il s'impose à huit reprises, et termine également deuxième du championnat d'Espagne sur route dans la catégorie espoirs (moins de 23 ans). Après ses performances, certains suiveurs espagnols le présentent comme le successeur d'Alejandro Valverde, lui aussi d'origine murcienne. Il est cependant suspendu deux ans et demi pour dopage. La substance incriminée n'est pas divulguée,. 
Une fois sa suspension terminée, il reprend une licence au GSport-Valencia en 2017. Il ne tarde pas à faire son retour au premier plan en remportant pas moins de neuf courses. L'année suivante, il confirme en étant de nouveau l'un des meilleurs amateurs espagnols. La plupart de ses succès sont acquis au sprint, notamment sur des courses par étapes du calendrier national. 
En 2019, il passe professionnel au Portugal au sein de l'équipe continentale Aviludo-Louletano-Uli. Il n'obtient toutefois pas de résultats marquants, si ce n'est quelques tops 10 dans des compétitions nationales portugaises. Fran García Rus redescend alors chez les amateurs en 2020 sous les couleurs du club galicien Aluminios Cortizo. Dans une saison perturbée par la pandémie de Covid-19, il s'impose sur le championnat régional d'Aragon. En 2021, il gagne le championnat de Murcie ainsi que le prologue du Tour de Zamora.

## Palmarès
- 2010
  - Circuito Guadiana juniors
- 2013
  - Ronde du Maestrazgo
- 2014
  - Champion de Murcie sur route espoirs
  - Trofeo Regularidad Murcia
  - 2e étape du Tour de Castellón
  - 2e étape du Tour de Navarre
  - 1re étape du Tour de Zamora
  - 2e étape du Tour de Palencia
  - Escalada a la Cresta del Gallo
  - 2e du championnat d'Espagne sur route espoirs
  - 3e de la Coupe d'Espagne espoirs
- 2017
  - Champion de Murcie sur route
  - Champion de Murcie du contre-la-montre
  - Mémorial Pascual Momparler
  - Grand Prix Macario
  - 2e étape du Tour d'Alicante
  - Prologue du Tour de León
  - Trofeo San Hipolito
  - 3e étape du Tour de la province de Valence
  - Clásica del Bajo Andarax
- 2018
  - Trofeo Ayuntamiento de Zamora
  - Trofeo San Jorge
  - Trofeo Fiestas del Ausente
  - 1re étape du Tour de Guadalentín
  - 3e étape du Tour de Lleida
  - Prologue du Tour de Zamora
  - Escalada a la Cresta del Gallo
  - 1re étape du Tour de Valence
  - Clásica del Bajo Andarax
  - 3e étape du Tour de Galice
- 2020
  - Championnat d'Aragon sur route
  - Circuito Velocidad Cartagena
- 2021
  - Champion de Murcie sur route
  - Prologue du Tour de Zamora
  - 3e du Gran Premio San José
- 2022
  - Trofeo Olías Industrial
  - GP Villa de Mojados
  - 4e épreuve du Circuito Montañés
  - 3e du Trofeo Ayuntamiento de Zamora
  - 3e du Trofeo San José
- 2023
  - Mémorial Manuel Sanroma :
    - Classement général
    - 1re étape

  - Trofeo Ayuntamiento de Zamora
  - Clásica de la Chuleta
  - 2e de la Clásica de Pascuilla
  - 3e du Trofeo Olías Industrial
  - 3e du Trofeo Caja Rural
  - 3e du championnat d'Espagne de poursuite par équipes
- 2024
  - Clásica de la Chuleta
  - 3e du Mémorial Manuel Sanroma
- 2025
  - Subida al Castillo de Cuéllar